# Uralosaurus
Genre
Espèce
Uralosaurus est un genre de diapsides archosauriformes de la famille des Erythrosuchidae, qui ont vécu au Trias moyen (étage de l'Anisien). On n'en connaît qu'une espèce, Uralosaurus magnus, découverte dans la formation Donguz (en) (sud-est de la Russie européenne). Les Erythrosuchidae sont un groupe de reptiles carnivores primitifs qui occupaient une place dominante parmi les tétrapodes terrestres du Trias inférieur et moyen,.
Il a été initialement décrit par le paléontologue russe Vitalii Georgievich Ochev en 1980 sous le nom Erythrosuchus magnus, en raison de ses similarités morphologiques avec Erythrosuchus africanus, un genre bien connu d’Afrique du Sud. Toutefois, une révision taxonomique entreprise par Andrey G. Sennikov en 1995 a conduit à la création du nouveau genre Uralosaurus pour accueillir cette espèce, sur la base de caractères ostéologiques distinctifs (notamment au niveau du crâne et de la mandibule) jugés suffisants pour justifier une distinction générique,.

## Histoire taxonomique
L'attribution initiale à Erythrosuchus reflétait une approche conservatrice typique des classifications paléontologiques de la fin du XXe siècle. Cependant, l’analyse plus fine des fossiles russes a révélé des différences notables avec E. africanus, comme la structure du ptérygoïdien et certaines proportions mandibulaires, justifiant une révision,.
La séparation générique est également soutenue par une réévaluation des érythrosuchidés menée dans une perspective phylogénétique plus large par Gower et Sennikov (2000), qui considèrent Uralosaurus comme un taxon basal important pour comprendre l’évolution des archosauriformes,.

## Spécimens fossiles

### Matériel type
Uralosaurus est connu grâce à l’holotype PIN 2973/70, un ptérygoïdien gauche, et des paratypes PIN 2973/71 (mâchoire inférieure) et PIN 2973/72 à 2973/79 (dents),. Ces spécimens proviennent de la localité de Karagachka (localité 34 ou PIN 2973), située sur la rive opposée de la rivière Karagachka, dans le district de Sol'Iletsk, région d’Orenbourg, bassin versant de la rive gauche de la rivière Oural,.

### Matériel additionnel
Des fossiles supplémentaires ont été attribués à Uralosaurus, notamment :
- Quatre vertèbres présacrées PIN 952/95, découvertes à Donguz I (localité 36), sur la rive droite de la rivière Donguz[7].
- Des vertèbres dorsales PIN 2866/38 à PIN 2866/40 (anciennement SGU 104/3857, SGU 104/3858), collectées dans le Donguz Gorizont, soit à Koltaevo II, région d’Orenbourg, soit à Koltayevo III, bassin de la Sakmara au Bachkortostan[7].

Ces spécimens étendent à la fois la distribution stratigraphique et géographique du genre, soulignant l’importance paléobiogéographique des érythrosuchidés en Eurasie au Trias moyen,.

## Étymologie
Le nom générique Uralosaurus dérive du fleuve Oural, à proximité duquel les fossiles ont été découverts, et signifie littéralement « lézard de l’Oural ».
L’épithète spécifique magnus, du latin pour « grand », fait référence à la taille relativement importante de cette espèce par rapport aux autres membres de la famille des érythrosuchidés, notamment Garjainia prima ou Shansisuchus shansisensis,.